# The Reprisal
The Reprisal è un cortometraggio muto del 1916 diretto da William Robert Daly. Prodotto dalla Selig Polyscope Company e sceneggiato da Elizabeth R. Carpenter, di genere drammatico, il film aveva come interpreti Fritzi Brunette, Jack Pickford, Guy Oliver, Frank Clark, Al W. Filson, Lillian Hayward.

## Trama
Alma Thorne, una ragazza del sud, si innamora di Jack Rodney, un giovane tisico che è venuto nel sud a cercare la guarigione. Riprendendo le forze, Jack chiede ad Alma di sposarlo. Lei, che ha appena rifiutato il colonnello Ashton, un anziano amico della famiglia Thorne, accetta nonostante tutto e i preparativi del matrimonio vanno avanti. Il giorno delle nozze, però, la cerimonia viene interrotta dall'intervento di Louis, il fratello maggiore di Jack, che dichiara che quel matrimonio non si farà mai. Jack sviene e Louis lo porta via. Poco tempo dopo, il giovane muore e Alma, addolorata, giura che si vendicherà dell'uomo che si è messo tra loro due. Muore anche la signora Thorne, la madre di Alma, che prima di andarsene, affida la figlia al colonnello Ashton. I due si sposano. Quando Alma rimane vedova del colonnello, non ha dimenticato i propositi di vendetta su Louis Rodney. Lo rivede ed esercita tutto il suo fascino per farlo innamorare, riuscendoci. Lo sposa ma quando i due rimangono soli, lei gli dice chi è e gli ricorda il momento in cui ha rovinato il suo amore giovanile per suo fratello. Louis comprende di essere l'oggetto della sua vendetta e si ritira in un'altra stanza: tira fuori un revolver perché sente che non può vivere senza la bella creatura che ha fatto sua moglie. Ma il revolver gli scivola dalle mani tremanti, cade sul pavimento e parte un colpo. Nella stanza accanto Alma sente l'esplosione e, disperata, corre dal marito suicida, rendendosi conto troppo tardi di amarlo. Si precipita nella stanza e trova Louis Rodney vivo e vegeto. Lui, adesso, la può prendere finalmente tra le sue braccia.

## Produzione
Il film fu prodotto dalla Selig Polyscope Company.

## Distribuzione
Distribuito dalla General Film Company, il film - un cortometraggio in tre bobine - uscì nelle sale cinematografiche statunitensi il 19 giugno 1916.